# Eusandalum koebelei
Eusandalum koebelei is een vliesvleugelig insect uit de familie Eupelmidae. De wetenschappelijke naam is voor het eerst geldig gepubliceerd in 1896 door William Harris Ashmead als Chirolophus koebelei. De soort komt voor in Australië en is genoemd naar de verzamelaar Albert Koebele.